# نهر التمز

نهر التمز يمر بها بعض من المعالم السياحية في لندن، بما في ذلك مبنى البرلمان وعين لندن.

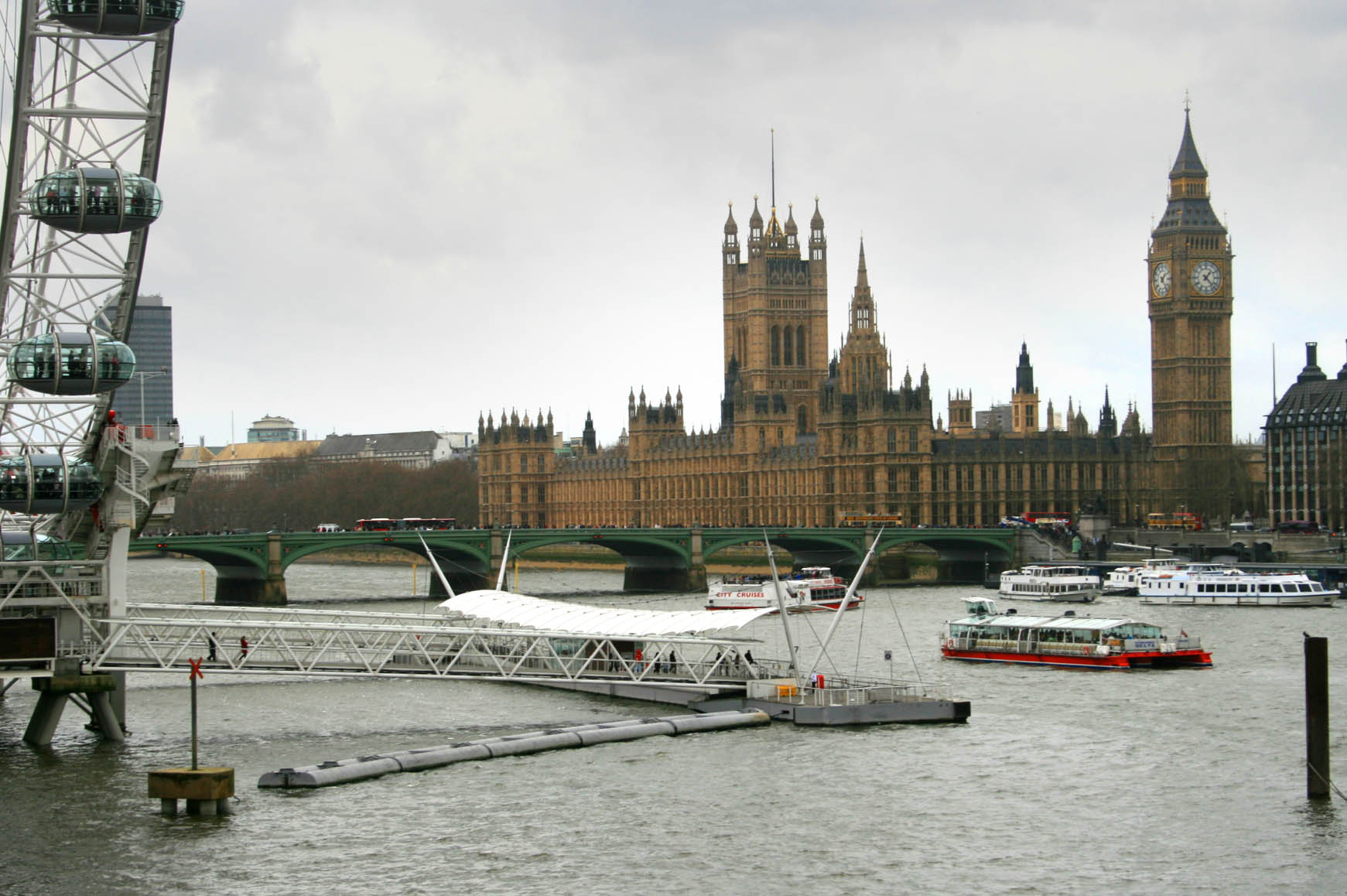
خدمة الركاب على نهر التمز

نهر التمز أو التِيمز هو نهر يقع في جنوب إنجلترا في المملكة المتحدة يبلغ طوله 346 كم ويعد أطول نهر في إنجلترا وثاني أطول نهر في المملكة المتحدة. ينبع نهر التيمز من منطقة كيمبل في إنجلترا ويمر بمدن بريطانية عديدة مثل أكسفورد وريدنغ وسلاو ولندن قبل أن يصب في بحر الشمال إلى جهة الشرق من مدينة لندن. يمنح النهر اسمه إلى منطقة جغرافية تقع بين أكسفورد إلى الغرب وحتى مصبه إلى الشرق من مدينة لندن التي تعرف بوادي نهر التيمز. يستخدم نهر التيمز وسيلة نقل مائية وخصوصاً في لندن حيث تقوم سفن وقوراب بجولات سياحية لتمر بوسط المدينة عبره، كما توجد فيه شرطة نهرية متخصصة. كما يستخدم النهر في العديد من النشاطات الرياضية والترفيهية سنوياً مثل سباقات القوارب والتجديف.
وقد ذكره الإدريسي باسم نهر رَطَانِزَة 

## عن النهر
نهر التمْز ثاني أطول نهر في المملكة المتحدة ومن الأماكن السياحية الشهيرة في لندن والعالم. يعده البريطانيون جزءاً أصيلاً من حضارتهم وثقافتهم. ينبع من تلال غلوسترشاير مروراً بعدة مدن حتى مصبه في بحر الشمال. يرجع نشاطه إلى عام 50 بعد الميلاد حيث كان الرومان أول من طور ميناء لندن.
يقال إن تسمية نهر التمْز مشتقة من كلمة يونانية قديمة تعني المياه الداكنة. في القرن السادس عشر أصبحت لندن أهم الموانئ لبناء السفن وتصليحها حتى غدا الميناء اللندني في عام 1576م أهم المراكز التجارية في أوروبا. وقد بنيت أرصفة التحميل الموجودة على النهر حالياً منذ القرن التاسع عشر الميلادي وفي القرن العشرين انتقلت معظم أنشطة الشحن من لندن إلى تيلبوي. هذا وتوجد مصافي النفط عند مصب نهر التيمز، وقد تم تعميق قسم من الجزء الأسفل من قاع النهر لتتمكن السفن الكبيرة من الإبحار من بحر الشمال إلى اليابسة.
بيبوري تقع على ضفتي نهر كولون والذي ينساب في نفس منطقة كوتسوولد، وهو أحد روافد نهر التايمز.

## المعالم السياحية التي تطل على النهر
- ساعة بيغ بن
- جسر وستمنستر الذي صممه المعماري الشهير تومس بيج عام 1862
- قصر وستمنستر
- عين لندن